# En (単位)
en（エン）は、欧文組版において、emの半分の幅(0.5em)を意味する。和文組版用語の二分（にぶ、にぶん）または半角（はんかく）に相当する。
語源的には大文字のNの文字幅に由来するが、現代のフォントにおいてはNの幅は0.5emとは限らない。
ページ数などの範囲を示すときのダッシュはen幅のもの（二分ダーシ）を使うことが多い。

## コンピュータ
CSSやTeXなどの幅の単位としてemは存在するが、enは指定できない。
TeXでは--で二分ダーシを表す。二分アキのコントロールシーケンスには\enspace（行分割されない）、\enskip（行分割される）がある。
Unicodeでen幅が指定されている文字には U+2000 EN QUAD（二分クワタ）、U+2002 EN SPACE（二分アキ）、U+2013 EN DASH（二分ダーシ）がある。このうち EN QUAD はC/D正規化すると EN SPACE になり、両者の違いについては説明されていない。また、どちらもスペース(U+0020)にKC/KD正規化される。
| 文字 | Unicode | JIS X 0213 | 文字参照                 | 名称                                |
| ---- | ------- | ---------- | ------------------------ | ----------------------------------- |
|      | U+2000  | -          | &#x2000; &#8192;         | EN QUAD                             |
|      | U+2002  | -          | &ensp; &#x2002; &#8194;  | EN SPACE                            |
| –    | U+2013  | 1-3-92     | &ndash; &#x2013; &#8211; | 二分ダーシ, ダッシュ (二分) EN DASH |